# Коммунистка (журнал)
«Коммунистка» — политический журнал для женщин в СССР. Созданный Инессой Арманд и Александрой Коллонтай, он был печатным органом Женотдела.
«Коммунистка» публиковалась каждый месяц. Она была рассчитана на пролетарских женщин, работниц, крестьянок и домохозяек и посвящена вопросам освобождения женщин, теоретически и практически считая, что революции самой по себе недостаточно, чтобы устранить неравенство между женщинами и мужчинами и угнетения первых в семье и в обществе. Арманд и Коллонтай тоже подчёркивали низкий процент женщин в Российской коммунистической партии (большевиков), в управлении экономическим производством, в советах и профсоюзах, с чем должны были бороться особым образом.
Инесса Арманд, Александра Коллонтай, Надежда Крупская и другие определили своё мнение к сексуальности, аборту, браку и разводу, свободной любви, нравственности, семье и материнству, освобождению женщин от мужского рабства. Журнал декларировал, что освобождение женщин тесно связано со строительством общего коммунистического общества.
«Коммунистка» перестала издаваться в 1930 году, вместе с тем Иосиф Сталин ликвидировал Женотдел.